# 薬剤耐性
薬剤耐性（やくざいたいせい、drug resistance）、あるいは単に耐性とは、生物が自分に対して何らかの作用を持った薬剤に対して抵抗性を持ち、これらの薬剤が効かない、あるいは効きにくくなる現象のこと。薬剤抵抗性、AMR、薬物耐性とも呼ばれる。
近年、抗菌薬が効かない薬剤耐性（AMR, antimicrobial resistance）をもつ細菌が世界中で増えている。2013年AMRに起因する死亡者数は低く見積もって70万人とされていたが、2019年には127万人に増加。さらに何も対策を講じない場合、国立感染症研究所は2050年に世界で1,000万人の死亡が想定され、癌による死亡者数を超えると報告している。またすべての抗菌薬が効かなくなった場合、2050年の人口は７億人減少するとも言われている。
原因は抗菌薬の不適切使用にあり、抗菌薬の使用量を減らすことが求められている。世界の抗菌薬の約70％は畜産業で使用されており、耐性菌の発生源のリスクとなることから、多くの国は、畜産動物に対する抗菌薬の使用を削減するための措置を講じている。

## 分野による違い
農学
農学分野では、殺虫剤に対する病害虫の耐性や、除草剤に対する植物の耐性が扱われることが多く、「薬剤抵抗性」「薬剤耐性」の用語が用いられる。この内容については、薬剤抵抗性を参照のこと。微生物や昆虫の薬剤耐性獲得は、変異と選択による、進化の最も身近な例の1つである。
主に薬理学・微生物学
医学・薬理学・微生物学の分野では、特に細菌やウイルスなどの病原性微生物やがん細胞が、それらの病原体による疾患を治療する抗生物質や抗癌剤（化学療法剤）の薬剤に対して抵抗力を持ち、これらの薬剤が効かない、あるいは効きにくくなることを指し、この場合「薬剤耐性」という語が用いられることがもっとも多い。
他の疾患に対する治療薬や麻薬などの向精神薬を反復投与することで、ヒトや動物に対する効力が低下していく現象を指す「耐性 (英語: drug tolerance)」については、耐性 (薬理学)を参照のこと。
厚生労働省および国立国際医療研究センター病院AMR臨床リファレンスセンターは「薬剤耐性 (AMR)」と表記しているが、英語: Antimicrobial Resistance; AMR には「抗微生物薬耐性」や「抗菌薬耐性」といった日本語への翻訳が与えられている。

## 薬剤感受性と薬剤耐性
細菌やウイルスの病原性微生物によって引き起こされる感染症や、がん細胞の増殖によっておきる悪性腫瘍の治療法の一つとして、これらの病原体を殺したり、あるいはその増殖を抑制する化学物質を治療薬として投与する化学療法がある。化学療法に用いられる薬剤（化学療法剤）には抗菌薬（抗生物質）、抗ウイルス薬、抗真菌薬、抗原虫薬、抗癌剤が含まれ、それぞれに多くの種類が開発、実用化されている。
患者に投与して治療を行うためのものであるため、ヒトに対する毒性は低いが病原体には特異的に作用するという、選択毒性があることが化学療法剤には要求される。このため、細菌やウイルスだけが持ちヒトには存在しない特定の酵素を阻害したり、細菌やがん細胞だけに取り込まれ、正常なヒトの細胞は影響を及ぼしにくい特徴を持ったものが、化学療法剤として用いられている。
これらの薬剤は、例えば抗細菌薬であればすべての細菌に有効というわけではなく、薬剤の種類と対象となる微生物（または癌細胞）の組み合わせによって、有効な場合とそうでない場合がある。ある微生物に対してある薬剤が有効な場合、その微生物はその薬剤に対して感受性 (susceptibility) があると呼ぶ。これに対し、ある微生物に対してある薬剤が無効な場合には、
1. もともとその薬剤が無効である、
2. もともとは有効であったがある時点から無効になった、

という二つのケースが存在する。この両者の場合を、広義には耐性または抵抗性であると呼ぶが、通常は(2)のケースに当たる狭義のものを薬剤耐性 (drug resistance) または獲得耐性 (acquired resistance)と呼び、前者は不感受性 (insusceptibility) または自然耐性 (natural resistance) と呼んで区別することが多い。例えば、元からペニシリンが効かない結核菌は「ペニシリン不感受性」、もともとはペニシリンが有効であったブドウ球菌のうち、ペニシリンが有効なものを「ペニシリン感受性」、ペニシリンが効かなくなったものを「ペニシリン耐性」と呼び、このうち、最後のメチシリン耐性黄色ブドウ球菌が、一般には「薬剤耐性」と表現されることが多い。
薬剤耐性を獲得した微生物は、細菌の場合は薬剤耐性菌、ウイルスは薬剤耐性ウイルス、がん細胞は薬剤耐性がん細胞などのように総称される。また個々のものについては、上に記した例のように、対象となる薬剤と微生物との組み合わせによって、「ペニシリン耐性ブドウ球菌」などと表記される。また、複数の薬剤に対する耐性を併せ持つことを多剤耐性 (multidrug resistance、後述) と呼び、医学分野では治療の難しさから特に重要視することが多い。また、ある薬剤に対する耐性が、それと類似の薬剤に対する耐性として働く場合を、交差耐性と呼ぶ。

### 薬剤感受性試験
ある微生物がある薬剤に対して感受性か耐性かを判断するには、薬剤感受性試験と呼ばれる微生物学的検査が用いられる。
細菌や真菌など培養可能な微生物については、検査する薬剤を一定の濃度になるよう加えた培地でその微生物が生育可能かどうかの検査（生育阻止試験）が行われる。それぞれ完全に生育阻止または殺菌が可能であった最低の濃度を、最小発育阻止濃度（英語: minimal inhibitory concentration, MIC）として、その微生物に対する薬剤の効果の指標とする。MICが小さいほど、薬剤の効果が高い、あるいはその微生物の感受性が高いことを表し、指標値よりもMICが大きければ、微生物のその薬剤に対する感受性が低い、すなわち薬剤耐性であることになる。
この他の病原体については、ウイルスでは薬剤を処理したときの培養細胞や実験動物に対する感染価の変化から耐性かどうかを実験室的に検査することが可能である。またヒトがん細胞については分離したがん細胞を用いて実験室的に検査することも可能であるが、実際に薬剤を投与した場合の治療の経過から薬剤耐性かどうかを臨床的に判断する場合も多い。これらの薬剤の効力については、通常、IC50（50%抑制濃度）やEC50（50%有効濃度）、ED50（50%有効投与量）などで表される。

## 多剤耐性
多剤耐性（たざいたいせい、英: multiple drug resistance, multi drug resistance）は、ある微生物が作用機序の異なる2種類以上の薬剤に対する耐性を示すことをいう。多剤耐性の発生機序としてはかつては突然変異によってのみ起こると考えられていたが、現在では薬剤に対する耐性の遺伝子をもったプラスミドの伝達もその要因の一つであると考えられている。なお、作用機序が同一の薬剤による耐性は1種類の耐性とみなす。多剤耐性を起こした菌に対しては、従来使用されていた薬剤が治療効果を失うため、医学上問題となる。多剤耐性菌の蔓延の要因の一つとして抗生物質の乱用が挙げられる。

## 薬剤耐性のメカニズム
薬剤耐性の病原体が、どのような生化学的メカニズムで、化学療法剤による排除から逃れるかについて、以下のように大別できる。
薬剤の分解や修飾機構の獲得
化学療法剤として用いられる薬剤を分解したり化学的に修飾する酵素を作り出し、それによって薬剤を不活性化することでその作用から逃れる。細菌やがん細胞の薬剤耐性機構として見られ、特に細菌による耐性獲得ではもっとも普遍的に見られる方法である。例えば、一般的なペニシリン耐性黄色ブドウ球菌（MRSAを除くもの）など、ペニシリナーゼやβ-ラクタマーゼを産生してペニシリンを分解することで薬剤耐性を示す。
薬剤作用点の変異
化学療法剤の標的になる病原体側の分子を変異させ、その薬剤が効かないものにすることで薬剤の作用から逃れる。微生物やがん細胞などに全般に見られる方法であり、ウイルスの薬剤耐性はほとんどこの機構によるものである。他に代表的なものとしてMRSA（メチシリン耐性黄色ブドウ球菌）がある。
薬剤の細胞外への排出
薬剤をエネルギー依存的に細胞外に排出することで、細胞内の薬物濃度を下げる。細菌やがん細胞など、細胞からなる病原体の耐性機構に見られる。代表的なものとして、グラム陰性細菌のRND型多剤排出ポンプ（例えば、大腸菌のAcrAB-TolC）やがん細胞の多剤排出ABCトランスポーター（ATP依存輸送タンパク質、P糖タンパク質）があげられる。また緑膿菌の自然耐性の高さもMexAB-OprMやMexXY-OprMのようなRND型多剤排出ポンプによって説明できる。
その他の機構
上記に当てはまらない例としては、葉酸の合成酵素を阻害して抗菌性を示すサルファ剤に対して、葉酸前駆体を過剰産生することで耐性になる例などが知られている。結核菌に代表される抗酸菌はミコール酸と呼ばれる特有の脂質に富んだ細胞壁を持つため、消毒薬や乾燥に対して高い抵抗性を有す。

## 薬剤耐性の獲得
薬剤耐性は、もともとある薬剤に対して感受性であった微生物が、何らかの方法によって、その薬剤に対して上述のメカニズムを獲得することで得られる性状であり、いちど獲得された耐性は、遺伝によってその子孫にも伝えられる遺伝的形質である。この形質は薬剤耐性遺伝子によって担われている。薬剤耐性遺伝子は、その薬剤による作用から逃れるための機能を備えたタンパク質の情報をコードしており、感受性の病原体がこの遺伝子を何らかの方法で獲得することで、薬剤耐性は獲得される。
新しい化学療法剤が開発され、医薬品として使用されるようになると、間もなくその薬剤に対する耐性を獲得した病原体が現れる。通常、1年以内にはすでに耐性微生物が検出されるようになることが多い。
特に同じ種類の薬剤を大量、あるいは長期間にわたって使用すると、環境や患者から分離検出される頻度が高くなる。特に、抗生物質の開発以降は、抗生物質が無効な風邪やウイルスや耐性菌による疾患に対しても、安易な投薬が行われた結果、薬剤耐性菌の蔓延を招いた。
ただし、耐性遺伝子の獲得自体は、常にほぼ一定の確率で起こっている現象であり、その薬剤が存在するかしないかには依存しない。薬剤の存在下で耐性微生物が高頻度で出現するのは、薬剤感受性の微生物と比べて薬剤耐性のものは有利に増殖できるため、薬剤が一種の選択圧として作用した結果、耐性の微生物だけが繁栄するためであると考えられている。この現象は菌交代現象と呼ばれる。

### 耐性獲得の遺伝的メカニズム
耐性の獲得には、その病原体が新たに独自の耐性機構を作り出す場合と、他の薬剤耐性病原体が持つ機構が何らかのかたちで伝達され、それを新たに取り込む場合がある。
新規の耐性獲得
ある薬剤に感受性の微生物が増殖していく過程で、薬剤耐性の微生物が新たに生まれることがある。細菌やウイルス、がん細胞などすべての病原体で起こりうる現象であり、これらの染色体上の遺伝子が突然変異することで起きる。
耐性の伝達
微生物によっては、外来の遺伝子を取り込んだり、同種の微生物同士で遺伝子をやり取りする仕組みを持っており、この仕組みを介して、ある微生物が獲得した耐性が、別の微生物に伝達されて新たな耐性微生物が生じる場合がある。このような仕組みは特に細菌でよく研究されている（後述）。また細菌以外にも、インフルエンザウイルスのように、分節した遺伝子を持つウイルスなども、比較的高頻度にウイルス同士で遺伝情報のやりとりが行われることが知られている。

### 細菌の耐性遺伝子の獲得
細菌においては、ある細菌が獲得した薬剤耐性が同種または異種の細菌に伝達されることが頻繁に見られる。耐性を獲得した非病原性細菌から、病原性細菌への伝達が起きると、化学療法による治療が困難になるため医学上の大きな問題になる。
細菌には外来性の遺伝子を取り込む仕組みが存在し、これによって同種または異種の細菌同士で遺伝子の一部のやりとりが行われている。細菌の毒素などの病原因子をコードした遺伝子がやりとりされるほか、薬剤耐性遺伝子もこの機構によって伝達されることが知られており、その細菌の突然変異によって耐性を獲得する以外に、このような外来性の耐性遺伝子を取り込むことで耐性を獲得する場合が多い。
取り込まれた耐性遺伝子は、細菌の遺伝子（染色体）そのものに組み込まれる場合と、プラスミドとして染色体とは別に細菌の細胞質に存在する場合があるが、大部分はプラスミドに存在することが多い。このようなプラスミドを耐性プラスミドまたはRプラスミド（Rはresistantの頭文字から）と呼ぶ。耐性プラスミドを持つ細菌には、性線毛とよばれる細胞表面の繊維状器官によって他の細菌にプラスミドを伝達する、接合伝達を行うものがあり、グラム陰性菌やVRE（バンコマイシン耐性腸球菌）などがこれに分類される。一方、接合伝達を行わない細菌でも、形質転換や、ファージによる形質導入によって耐性遺伝子の伝達が起こりうる。

## 医学上の課題
日本でも、2017年に不適切な抗菌剤処方を抑制して耐性菌を増加させないよう、厚生労働省がガイドラインを作成した。21世紀初頭には、新たな抗生物質の開発が停滞してきており、耐性菌の問題も抗生物質の過剰な使用や誤った使用によって、抗生物質が効かない症例が急増している。創傷では耐性菌を生じにくいハチミツや精油、金・銀・銅といった、金属のナノ粒子を使ったものが研究され、創傷被覆材に組み込まれるようになった。
感染症あるいは癌の治療において、化学療法はその原因となる病原体そのものを排除する根治的な治療法として、重要な方法である。ところが、ある薬剤に対して病原体が耐性を獲得すると、その薬剤による治療は不可能になり、他の代替薬を用いなければならない。
さらに病原体の自然耐性の有無や、多剤耐性の獲得などによって代替できる薬剤が存在しない場合、化学療法による治療が不可能になるため、治療効果が大きく劣る別の治療法を検討するか、患者の免疫機構によって自然回復するのを待つしかできない。したがって、重症化や場合によっては死亡につながる危険性が高くなる。このことから薬剤耐性は、医学上大きな課題になっている。
また、薬剤耐性病原体による疾患の特徴として、しばしば日和見感染や院内感染との関連が挙げられる。これらの薬剤耐性病原体の多くは、それ自体のビルレンス（毒性）が強くないものが多く、健常者に感染しても疾患の原因になることは無い。しかしながら、加齢や、他の疾患（AIDSなど）、ストレスや疲労によって、免疫機能が低下した状態にあるヒト（易感染宿主）では、弱毒性の病原体によっても感染症（日和見感染症）を発症してしまう。
この場合、宿主の免疫機構が低下していることに加えて、病原体が薬剤耐性を獲得していると治療が極めて困難になり、通常の健常者では考えられないような弱毒性病原体による感染が、生命を脅かしかねない。病院などの医療機関では、易感染宿主となる病人が多いのに加えて、さまざまな種類の化学療法薬が普段から使用される機会が多いため、病原体が薬剤耐性を獲得する機会が多く、これらの病原体による院内感染が発生しやすい状況にある。

## 耐性菌の分布
医薬品を扱う医療施設や療養施設だけで無く自然環境中からも発見され、都市河川のみならず、畜産地帯の河川においても薬剤耐性を獲得した細菌の存在が発見されている。薬剤耐性をコードするDNAは水中で急速に分解するが、鉱物の表面に結合すれば安定化し、生き延びて環境に広がる可能性がある。
2022年に、ブラジル、タイ、米国、スペイン、カナダの養豚場周辺の環境に抗生物質耐性の増加を助長する遺伝子があると結論付けた論文が発表された。イギリスでは、12の養豚場と養鶏場の近くの川から48のサンプルを採取した結果、すべての地点で耐性菌が検出された。
自然環境中から発見される耐性菌は人と家畜の糞便由来のほか、環境中（主に下水）に排出された医薬品の自然界での分解過程での構造変換による影響が指摘されている。医薬品の影響を全く受けていない400万年前にできた洞窟や北極の永久凍土からも見つかっている。

### 畜産業
工場畜産の拡大に伴い、畜産業における抗菌薬の使用は拡大しており、世界の抗菌薬の約70％は畜産業で使用されている。家畜への抗菌薬の使用量は、日本の場合、ヒト用の約2.5倍にのぼる。
使用分野については、豚、続いて養殖魚、鶏、牛の順に抗菌薬の使用が多い。豚は他の畜種に比べて圧倒的に抗菌薬の使用が多くなっている。また、鶏は牛の約3倍の抗菌薬が使用される。2000年から2018年にかけて、50%以上の耐性を持つ抗菌化合物の割合は、鶏では約2.7倍、豚では約2.6倍、牛では約1.9倍となった。
畜産分野における抗菌薬多用を抑えるため、多くの国が、畜産業における使用削減への措置を設けている。ドイツでは90％以上の養鶏・養豚場で、抗菌剤使用の監視を行っている。またＥＵは家畜の成長促進を目的とした抗菌薬の使用を禁止した（日本では禁止されていない）。一方で、製薬会社や食肉会社はこうした抗菌薬削減の動きに反発している。

## 耐性獲得に対する対策
新しい薬剤耐性を獲得した病原体の蔓延を防ぐためには、
1. 耐性病原体に有効な新薬を開発しつづけること
2. 耐性獲得を起こさない計画的な化学療法の実施
3. 耐性病原体の発生状況の監視と把握（感染症の場合）

が主な対策となる。このうち1. の新薬の開発は、実際の治療を行う上でも重要である。しかし開発には膨大な時間と莫大な費用がかかり、新薬に対する耐性病原体もすぐに現れることが多く、薬剤耐性に対する根本的な解決には結びつかない。このため、対策上では、2. 計画的化学療法の実施と、3. 発生状況の監視が、特に重要である。

### 計画的化学療法の実施
化学療法を行う上で、耐性獲得を防ぐためにもっとも理想的なことは、その病原体に対してのみ著効を示す薬剤を単独で投与し、短期間のうちに治療することである。問題となった病原体が耐性を獲得する前に速やかに排除するとともに、病原体以外の常在微生物などが耐性を獲得する機会も最低限にとどめることが可能だからである。このため (1) MICができるだけ小さく（＝その病原体への効果が強く）、(2) 抗菌スペクトルが狭い（＝その病原体に特異的で、他の微生物に対する影響が少ない）、薬剤を選択することが望ましい。
しかし、これを実施する上では二つの大きな障害がある。一つは疾患の初期段階の場合、もう一つは慢性疾患の場合である。
まず、疾患が発生した初期の段階では有効な治療薬が特定できないケースが多々ある。特に「著効を示す薬剤」を特定するためには、原因となった病原体を分離・純粋培養した後で、薬剤感受性試験を行う必要があるが、この作業には少なくとも2 - 3日を要する。この間、患者に何の治療も施さずに放置することは、患者の生命、健康を害することになる。
したがって、初期治療の段階では症候や短時間で得られる検査知見から病原体の候補を推定し、それが複数考えられる場合などにはどのケースであっても治療上の有効性が高い治療法（いわゆるエンピリック治療）が採用される。このような場合、複数の病原体候補に対して有効な、抗菌スペクトルの広い薬剤が選択されることがある。ただしこのようなケースでも、病原体の分離と薬剤感受性試験を治療と並行して進めておき、有効な薬剤が判明した後に投薬の必要がある場合には、途中でその薬剤に切り替える。
また、HIV感染症や結核、あるいはがんなどの慢性疾患の場合、病原体が宿主に潜伏感染しているなどの要因によって、有効な薬剤であっても短期間の投与では十分に排除が行えず、長期にわたる投与が必要になる。
このような場合には、病原体や常在微生物などが耐性を獲得する機会が多いため、
1. 作用メカニズムが異なる複数の薬剤を併用（多剤併用）し、
2. 計画にそった服薬を徹底する

ことが重要である。
多剤併用を行った場合には、病原体が生き残るためには、使用中のすべての薬剤に対して同時に耐性を獲得する必要があるため、その出現を効果的に抑制できる。ただし投薬が複雑になる分、薬剤の副作用の出現や他の薬剤との組み合わせなどに注意が必要となる。慢性疾患の治療では特に服薬の管理が重要であり、治療の途中で服薬を中断したり、また症状の悪化に伴って再開したりということが行われると、耐性病原体の出現する危険性が極めて高くなる。このため服薬コンプライアンスの重要性が指摘されている。
またエイズや結核患者の多い開発途上国では、服薬による治療という概念が十分に理解されていなかったり、場合によっては支給された薬剤を換金する事例も存在することが、耐性病原体が蔓延する危険性を高めているとも考えられている。このため、世界保健機関がDOTS戦略（直接監視下の短期間の薬剤治療）を推進するなど、服薬コンプライアンス改善のための対策が行われている。

### 発生状況の監視
感染症の対策において、その発生状況を監視し把握することは、他の全ての対策に先立って必要となる重要な事項である。また伝染性が高く重篤な感染症については、発生状況の把握と同時に、患者の入院や外出、就業の制限などによって、流行の蔓延を食い止めることが重要になることも多い。このため、世界的に重要な感染症の発生状況は各国の担当機関から世界保健機構 (WHO) に報告されて、世界規模で発生状況が監視されるとともに、その情報を元に各国が具体的な対応を行っている。
薬剤耐性病原体についても、ヒト免疫不全ウイルス (HIV) や結核、マラリアなど元々重大な感染症の薬剤耐性の状況に加え、バンコマイシン耐性腸球菌やペニシリナーゼ産生淋菌などの薬剤耐性菌などについての情報が集積されている。日本では、感染症新法に基づいて、いくつかの薬剤耐性菌による感染症が5類感染症に指定され、発生後一週間以内に届け出ることが義務づけられている。
アメリカ疾病予防管理センター (CDC) は、病院や高齢者福祉施設などから検体を集めて、耐性菌の分析・発見を行っている。また日本では、薬剤耐性菌実験施設を持つ群馬大学が事務局である「薬剤耐性菌研究会」が国内外での発生情報を収集・提供している。
また、インド、パキスタンが発生源とみられ、ほとんどの抗生物質が効かない新種の細菌に感染した患者がヨーロッパで増えており、ベルギーで2010年8月16日までに最初とみられる死者が確認された。欧米メディアによると、イギリス、フランス、ベルギー、オランダ、ドイツ、アメリカ合衆国、カナダ、オーストラリアで感染が確認され、今後さらに拡大する恐れがある。
英医学誌『ランセット』によると、何種類かの細菌が「NDM1」遺伝子を持ち、ほとんどすべての抗生物質に対して耐性を持つようになった。こうした細菌に感染すると死亡率が非常に高くなるため、感染への監視強化と新薬の開発が必要だとしている。同誌によると、イギリスでは約50件の感染が確認されている。感染者の多くは、医療費の安いインドやパキスタンで美容整形手術を受けており、感染源は両国との見方を論文は示している。

## 応用
薬剤耐性は薬剤耐性遺伝子によって水平伝播が可能である。このため、ある薬剤に感受性の生物に薬剤耐性遺伝子を人為的に導入すれば薬剤耐性にすることが可能である。この原理を利用して、遺伝子工学などの分野でさまざまに応用されている。
例えば、大腸菌にある特定の遺伝子をプラスミドなどを用いて実験的に導入したいときでも、用いた大腸菌のすべてに均一に遺伝子が導入されるわけではない。このため、遺伝子が導入された大腸菌と導入されていないものとを何らかの方法で選別する必要が生じる。このとき用いるプラスミドに、目的の遺伝子とともに薬剤耐性遺伝子を入れておき、遺伝子導入後にその薬剤で処理することによって、薬剤耐性遺伝子が入っている、すなわち、それと同時に目的の遺伝子が入っている大腸菌だけを選別できる。このように、薬剤耐性遺伝子は遺伝子導入の選択マーカーとして利用できる。
また、農学分野への応用では、除草剤耐性遺伝子を導入したGM作物を作製することで、その除草剤によって作物だけを選択的に生き残らせて雑草のみを殺し、作業の効率化を図ることなども行われている。

## 代表的な薬剤耐性病原体
★感染症法による全数把握の対象
☆感染症法による基幹定点把握の対象
●厚生労働省 院内感染対策サーベイランスの対象
- メチシリン耐性黄色ブドウ球菌 (MRSA)☆●
- バンコマイシン耐性黄色ブドウ球菌 (VRSA)★●
- バンコマイシン低度耐性黄色ブドウ球菌 (VISA)
- バンコマイシン耐性腸球菌 (VRE)★●
- 多剤耐性緑膿菌 (MDRP)☆●
- 多剤耐性結核菌 (MDR-TB)
- 多剤耐性アシネトバクター属 (MDRA)[39]●
- ペニシリン耐性肺炎球菌 (PRSP)☆●
- カルバペネム耐性腸内細菌科細菌★●
- βラクタマーゼ陰性アンピシリン耐性インフルエンザ菌 (BLNAR)
- 広範囲薬剤耐性結核菌 (XDR-TB)
- ペニシリナーゼ産生淋菌 (PPNG)
- 薬剤耐性HIV
- アマンタジン耐性インフルエンザウイルス
- タミフル耐性インフルエンザウイルス
- クロロキン耐性マラリア
- 多剤耐性アシネトバクター (MRAB)
- ニューデリー・メタロベータラクタマーゼ (NDM-1)
- カルバペネマーゼ（OXA48型）産生能獲得、肺炎桿菌と大腸菌
- フルオロキノロン耐性大腸菌